# Ečeverija
Ečeverija (lat. Echeveria) rod trajnica, polugrmova i grmova koji pripada porodici Crassulaceae
Postrojbina: uglavnom Srednja Amerika.
Vrlo poznate sukulentne biljke, koje se javljaju u raznim oblicima. Neke su malog rasta gotovo bez stabljike, druge visoke. Cvjetovi i listovi su lijepih pastelnih boja. 

## Uzgoj
Većina se lako uzgaja u običnoj mješavini zemlje. Rano u ljeto lagano se zasjenjuju. Zimi se gotovo sve vrste dobro drže, jedino su rozete manje jer gube lišće.

## Vrste
1. Echeveria acutifolia Lindl.
2. Echeveria affinis E.Walther
3. Echeveria agavoides Lem.
4. Echeveria alata Alexander
5. Echeveria alpina E.Walther
6. Echeveria amoena De Smet ex É.Morren
7. Echeveria amphoralis E.Walther
8. Echeveria andicola Pino
9. Echeveria angustifolia E.Walther
10. Echeveria atropurpurea (Baker) É.Morren
11. Echeveria australis Rose
12. Echeveria bakeri Kimnach
13. Echeveria ballsii E.Walther
14. Echeveria bella Alexander
15. Echeveria bicolor (Kunth) E.Walther
16. Echeveria bifida Schltdl.
17. Echeveria bifurcata Rose
18. Echeveria brachetii J.Reyes & O.González
19. Echeveria calderoniae Pérez-Calix
20. Echeveria calycosa Moran
21. Echeveria canaliculata Hook.f.
22. Echeveria cante Glass & Mend.-Garc.
23. Echeveria carminea Alexander
24. Echeveria carnicolor (Baker) É.Morren
25. Echeveria cerrograndensis A.Vázquez & Nieves
26. Echeveria chapalensis Moran & C.H.Uhl
27. Echeveria chazaroi Kimnach
28. Echeveria chiapensis Rose ex Poelln.
29. Echeveria chiclensis (Ball) A.Berger
30. Echeveria chihuahuaensis Poelln.
31. Echeveria chilonensis (Kuntze) E.Walther
32. Echeveria coccinea (Cav.) DC.
33. Echeveria colorata E.Walther
34. Echeveria cornuta E.Walther
35. Echeveria coruana I.García, D.Valentín & Costea
36. Echeveria craigiana E.Walther
37. Echeveria crassicaulis E.Walther
38. Echeveria crenulata Rose
39. Echeveria cuencaensis Poelln.
40. Echeveria cuscoensis Pino, W.Galiano & P.Nuñez
41. Echeveria cuspidata Rose
42. Echeveria dactylifera E.Walther
43. Echeveria decumbens Kimnach
44. Echeveria derenbergii J.A.Purpus
45. Echeveria desmetiana De Smet ex É.Morren
46. Echeveria difractens Kimnach & A.B.Lau
47. Echeveria elatior E.Walther
48. Echeveria elegans Rose
49. Echeveria erubescens E.Walther
50. Echeveria eurychlamys (Diels) A.Berger
51. Echeveria excelsa (Diels) A.Berger
52. Echeveria fimbriata C.H.Thomps.
53. Echeveria fulgens Lem.
54. Echeveria gibbiflora DC.
55. Echeveria gigantea Rose & Purpus
56. Echeveria globuliflora E.Walther
57. Echeveria globulosa Moran
58. Echeveria goldmanii Rose
59. Echeveria gracilis Rose ex E.Walther
60. Echeveria grandifolia Haw.
61. Echeveria grisea E.Walther
62. Echeveria guatemalensis Rose
63. Echeveria gudeliana Véliz & García-Mend.
64. Echeveria halbingeri E.Walther
65. Echeveria harmsii J.F.Macbr.
66. Echeveria helmutiana Kimnach
67. Echeveria heterosepala Rose
68. Echeveria humilis Rose
69. Echeveria hyalina E.Walther
70. Echeveria juarezensis E.Walther
71. Echeveria juliana J.Reyes, O.González & Kristen
72. Echeveria kimnachii J.Meyrán & Vega
73. Echeveria krahnii Kimnach
74. Echeveria laresensis Pino & Kamm
75. Echeveria laui Moran & J.Meyrán
76. Echeveria lilacina Kimnach & Moran
77. Echeveria longiflora E.Walther
78. Echeveria longipes E.Walther
79. Echeveria longissima E.Walther
80. Echeveria lozanoi Rose
81. Echeveria lurida Haw.
82. Echeveria lutea Rose
83. Echeveria lyonsii Kimnach
84. Echeveria macdougallii E.Walther
85. Echeveria macrantha Standl. & Steyerm.
86. Echeveria marianae I.García & Costea
87. Echeveria maxonii Rose
88. Echeveria megacalyx E.Walther
89. Echeveria meyraniana E.Walther
90. Echeveria microcalyx Britton & Rose
91. Echeveria minima J.Meyrán
92. Echeveria mondragoniana J.Reyes & Brachet
93. Echeveria montana Rose
94. Echeveria moranii E.Walther
95. Echeveria mucronata Schltdl.
96. Echeveria multicaulis Rose
97. Echeveria multicolor C.H.Uhl
98. Echeveria munizii Padilla-Lepe & A.Vázquez
99. Echeveria nayaritensis Kimnach
100. Echeveria nebularum Moran & Kimnach
101. Echeveria nodulosa (Baker) Ed.Otto
102. Echeveria novogaliciana J.Reyes, Brachet & O.González
103. Echeveria nuda Lindl.
104. Echeveria nuyooensis J.Reyes & Islas
105. Echeveria ochoae Pino & W.Galiano
106. Echeveria olivacea Moran
107. Echeveria omiltemiana Matuda
108. Echeveria oreophila Kimnach
109. Echeveria pallida E.Walther
110. Echeveria palmeri Rose
111. Echeveria paniculata A.Gray
112. Echeveria papillosa Kimnach & C.H.Uhl
113. Echeveria patriotica I.García & Pérez-Calix
114. Echeveria penduliflora E.Walther
115. Echeveria pendulosa Kimnach & C.H.Uhl
116. Echeveria perezcalixii Jimeno-Sevilla & P.Carrillo
117. Echeveria peruviana Meyen
118. Echeveria pilosa J.A.Purpus
119. Echeveria pinetorum Rose
120. Echeveria pistioides I.García, I.Torres & Costea
121. Echeveria pittieri Rose
122. Echeveria platyphylla Rose
123. Echeveria potosina E.Walther
124. Echeveria pringlei (S.Watson) Rose
125. Echeveria procera Moran
126. Echeveria prolifica Moran & J.Meyrán
127. Echeveria proxima E.Walther
128. Echeveria prunina Kimnach & Moran
129. Echeveria pubescens Schltdl.
130. Echeveria pulidonis E.Walther
131. Echeveria pulvinata Rose
132. Echeveria purhepecha I.García
133. Echeveria purpusiorum A.Berger
134. Echeveria quitensis (Kunth) Lindl.
135. Echeveria racemosa Schltdl. & Cham.
136. Echeveria rauschii Keppel
137. Echeveria reglensis E.Walther
138. Echeveria rodolfoi Mart.-Aval. & Mora-Olivo
139. Echeveria rosea Lindl.
140. Echeveria roseiflora J.Reyes & O.González
141. Echeveria rubromarginata Rose
142. Echeveria rulfiana Jimeno-Sevilla, Santana Mich. & P.Carrillo
143. Echeveria runyonii Rose
144. Echeveria × sayulensis E.Walther
145. Echeveria schaffneri (S.Watson) Rose
146. Echeveria scheeri Lindl.
147. Echeveria secunda Booth ex Lindl.
148. Echeveria semivestita Moran
149. Echeveria sessiliflora Rose
150. Echeveria setosa Rose & Purpus
151. Echeveria shaviana E.Walther
152. Echeveria skinneri E.Walther
153. Echeveria spectabilis Alexander
154. Echeveria steyermarkii Standl.
155. Echeveria stolonifera (Baker) Ed.Otto
156. Echeveria strictiflora A.Gray
157. Echeveria subalpina Rose & Purpus
158. Echeveria subcorymbosa Kimnach & Moran
159. Echeveria subrigida (B.L.Rob. & Seaton) Rose
160. Echeveria tamaulipana Mart.-Aval., Mora-Olivo & M.Terry
161. Echeveria tencho Moran & C.H.Uhl
162. Echeveria tenuifolia E.Walther
163. Echeveria tenuis Rose
164. Echeveria teretifolia DC.
165. Echeveria tobarensis (Rose) A.Berger
166. Echeveria tolimanensis Matuda
167. Echeveria tolucensis Rose
168. Echeveria trianthina Rose
169. Echeveria triquiana J.Reyes & Brachet
170. Echeveria turgida Rose
171. Echeveria uhlii J.Meyrán
172. Echeveria unguiculata Kimnach
173. Echeveria utcubambensis Hutchison ex Kimnach
174. Echeveria uxorum Jimeno-Sevilla & Cházaro
175. Echeveria valvata Moran
176. Echeveria vanvlietii Keppel
177. Echeveria violescens E.Walther
178. Echeveria viridissima E.Walther
179. Echeveria walpoleana Rose
180. Echeveria waltheri Moran & J.Meyrán
181. Echeveria westii E.Walther
182. Echeveria whitei Rose
183. Echeveria wurdackii Hutchison ex Kimnach
184. Echeveria xichuensis L.G.López & J.Reyes
185. Echeveria yalmanantlanensis A.Vázquez & Cházaro
186. Echeveria zorzaniana J.Reyes & Brachet

- Echeveria derenbergii
- Echeveria laui
- Echeveria leucotricha

## Varijeteti
- Echeveria 'Arlie Wright'
- Echeveria 'Black Prince'
- Echeveria 'Blue Heron'
- Echeveria 'Dondo'
- Echeveria 'Doris Taylor' (Woolly Rose)
- Echeveria 'hoveyi'
- Echeveria 'Lola'
- Echeveria 'Painted Lady'
- Echeveria 'Ruberia'
- Echeveria 'Wavy Curls'